# Mayenne (quận)
Quận Mayenne là một quận của Pháp, nằm ở tỉnh Mayenne, ở vùng Pays de la Loire. Quận này có 12 tổng và 102 xã.

## Các đơn vị hành chính

### Các tổng
Các tổng của quận Mayenne là: 
1. Ambrières-les-Vallées
2. Bais
3. Couptrain
4. Ernée
5. Gorron
6. Le Horps
7. Landivy
8. Lassay-les-Châteaux
9. Mayenne-Est
10. Mayenne-Ouest
11. Pré-en-Pail
12. Villaines-la-Juhel

### Các xã
Các xã của quận Mayenne, và mã INSEE là: 
| 1. Alexain (53002)                      | 2. Ambrières-les-Vallées (53003)        | 3. Aron (53008)                     | 4. Averton (53013)                      |
| 5. Bais (53016)                         | 6. Belgeard (53028)                     | 7. Boulay-les-Ifs (53038)           | 8. Brecé (53042)                        |
| 9. Carelles (53047)                     | 10. Champfrémont (53052)                | 11. Champgenéteux (53053)           | 12. Champéon (53051)                    |
| 13. Chantrigné (53055)                  | 14. Charchigné (53061)                  | 15. Chevaigné-du-Maine (53069)      | 16. Châtillon-sur-Colmont (53064)       |
| 17. Colombiers-du-Plessis (53071)       | 18. Commer (53072)                      | 19. Contest (53074)                 | 20. Couesmes-Vaucé (53079)              |
| 21. Couptrain (53080)                   | 22. Courcité (53083)                    | 23. Crennes-sur-Fraubée (53085)     | 24. Désertines (53091)                  |
| 25. Ernée (53096)                       | 26. Fougerolles-du-Plessis (53100)      | 27. Gesvres (53106)                 | 28. Gorron (53107)                      |
| 29. Grazay (53109)                      | 30. Hambers (53113)                     | 31. Hardanges (53114)               | 32. Hercé (53115)                       |
| 33. Izé (53120)                         | 34. Javron-les-Chapelles (53121)        | 35. Jublains (53122)                | 36. La Bazoge-Montpinçon (53021)        |
| 37. La Bazouge-des-Alleux (53023)       | 38. La Chapelle-au-Riboul (53057)       | 39. La Dorée (53093)                | 40. La Haie-Traversaine (53111)         |
| 41. La Pallu (53173)                    | 42. La Pellerine (53177)                | 43. Landivy (53125)                 | 44. Larchamp (53126)                    |
| 45. Lassay-les-Châteaux (53127)         | 46. Le Ham (53112)                      | 47. Le Horps (53116)                | 48. Le Housseau-Brétignolles (53118)    |
| 49. Le Pas (53176)                      | 50. Le Ribay (53190)                    | 51. Lesbois (53131)                 | 52. Levaré (53132)                      |
| 53. Lignières-Orgères (53133)           | 54. Loupfougères (53139)                | 55. Madré (53142)                   | 56. Marcillé-la-Ville (53144)           |
| 57. Martigné-sur-Mayenne (53146)        | 58. Mayenne (53147)                     | 59. Montaudin (53154)               | 60. Montenay (53155)                    |
| 61. Montreuil-Poulay (53160)            | 62. Moulay (53162)                      | 63. Neuilly-le-Vendin (53164)       | 64. Oisseau (53170)                     |
| 65. Parigné-sur-Braye (53174)           | 66. Placé (53179)                       | 67. Pontmain (53181)                | 68. Pré-en-Pail (53185)                 |
| 69. Ravigny (53187)                     | 70. Rennes-en-Grenouilles (53189)       | 71. Sacé (53195)                    | 72. Saint-Aignan-de-Couptrain (53196)   |
| 73. Saint-Aubin-Fosse-Louvain (53199)   | 74. Saint-Aubin-du-Désert (53198)       | 75. Saint-Baudelle (53200)          | 76. Saint-Berthevin-la-Tannière (53202) |
| 77. Saint-Calais-du-Désert (53204)      | 78. Saint-Cyr-en-Pail (53208)           | 79. Saint-Denis-de-Gastines (53211) | 80. Saint-Ellier-du-Maine (53213)       |
| 81. Saint-Fraimbault-de-Prières (53216) | 82. Saint-Georges-Buttavent (53219)     | 83. Saint-Germain-d'Anxure (53222)  | 84. Saint-Germain-de-Coulamer (53223)   |
| 85. Saint-Julien-du-Terroux (53230)     | 86. Saint-Loup-du-Gast (53234)          | 87. Saint-Mars-du-Désert (53236)    | 88. Saint-Mars-sur-Colmont (53237)      |
| 89. Saint-Mars-sur-la-Futaie (53238)    | 90. Saint-Martin-de-Connée (53239)      | 91. Saint-Pierre-des-Nids (53246)   | 92. Saint-Pierre-sur-Orthe (53249)      |
| 93. Saint-Samson (53252)                | 94. Saint-Thomas-de-Courceriers (53256) | 95. Sainte-Marie-du-Bois (53235)    | 96. Soucé (53261)                       |
| 97. Thubœuf (53263)                     | 98. Trans (53266)                       | 99. Vautorte (53269)                | 100. Vieuvy (53270)                     |
| 101. Villaines-la-Juhel (53271)         | 102. Villepail (53272)                  |                                     |                                         |